# Meki mrežnični eksudat
Meki mrežnični eksudati ili "mrlje poput čuperka vate" su bjelkaste mrlje na mrežnici uzrokovane oštećenjem, ishemijom i posljedičnim edemom sloja vlakana vidnog živca u mrežnici. Ishemija uzrokuje smanjen odnosno zaustavljen aksonalni transport kroz živčana vlakna, i posljedično nakupljanje intracelularnih produkata. 
Dijabetes melitus i hipertenzija su dvije najčešće bolesti koje uzrokuju pojavu mekih mrežničnih eksudata, a najbolji način liječenja jest liječenje osnovne bolesti. 
U dijabetesu su meki mrežnični eksudati jedan od karakterističnih znakova preproliferativne retinopatije. 
Rjeđi uzroci mekih mrežničnih eksudata su HIV, pankreatitična i Purtscherova retinopatija.